# Кубок ПФЛ
Кубок ПФЛ — ежегодный футбольный турнир, проводившийся в середине ноября Профессиональной футбольной лигой среди команд-победительниц зональных турниров второго дивизиона с 2003 по 2010 год. Кубок определял абсолютного победителя первенства России по футболу среди клубов второго дивизиона.

## Схема проведения
Турнир проводился по круговой системе. Команды играли друг с другом по одному матчу. Победителем становилась та команда, которая по итогам пяти туров набирала большее число очков. За победу начислялось 3 очка, а за ничью - одно.

## Награды
По итогам турнира команде, занявшей первое место, присваивалось звание «Абсолютный победитель первенства России по футболу среди клубов второго дивизиона» и вручался специальный приз — Кубок ПФЛ. Остальным командам вручались памятные призы участников. Также организационный комитет турнира называл победителей в номинациях «лучший игрок», «лучший вратарь», «лучший защитник», «лучший полузащитник», «лучший нападающий» и «лучший бомбардир».

## Место проведения
Все восемь розыгрышей турнира проходили в Москве на стадионе «Лужники» (в розыгрыше 2009 года в связи с подготовкой главной арены к стыковому матчу отборочного турнира чемпионата мира между сборными России и Словении два матча из десяти прошли на поле № 6 спорткомплекса «Лужники»).
12 сентября 2009 года исполнительный директор футбольного клуба «Жемчужина-Сочи» предлагал провести Кубок ПФЛ-2009 в Сочи, мотивируя это тем, что там турнир привлечет больший интерес у болельщиков, чем в Москве. Но 9 октября на заседании Совета ПФЛ было утверждено место проведения Кубка ПФЛ в 2009 году — Москва, стадион «Лужники».

## Итоговые результаты
| Сезон | 1 место                   | 2 место               | 3 место                   | 4 место                       | 5 место                       |
| ----- | ------------------------- | --------------------- | ------------------------- | ----------------------------- | ----------------------------- |
| 2003  | Арсенал (Тула)            | ФК Орёл               | Луч-Энергия (Владивосток) | КАМАЗ (Набережные Челны)      | Динамо (Махачкала)            |
| 2004  | Динамо (Ставрополь)       | Торпедо (Владимир)    | Урал (Екатеринбург)       | Факел (Воронеж)               | Чкаловец-1936 (Новосибирск)   |
| 2005  | Содовик (Стерлитамак)     | Ангушт (Назрань)      | Металлург (Красноярск)    | Балтика (Калининград)         | Салют-Энергия (Белгород)      |
| 2006  | Звезда (Иркутск)          | Спартак (Владикавказ) | Носта (Новотроицк)        | Спартак-МЖК (Рязань)          | Текстильщик-Телеком (Иваново) |
| 2007  | Витязь (Подольск)         | Динамо (Барнаул)      | Спортакадемклуб (Москва)  | Черноморец (Новороссийск)     | Волга (Ульяновск)             |
| 2008  | Волга (Нижний Новгород)   | Металлург (Липецк)    | МВД России (Москва)       | ФК Чита                       | Волгарь-Газпром-2 (Астрахань) |
| 2009  | Мордовия (Саранск)        | Авангард (Курск)      | Динамо (Санкт-Петербург)  | Жемчужина-Сочи                | Иртыш (Омск)                  |
| 2010  | Черноморец (Новороссийск) | Газовик (Оренбург)    | Торпедо (Владимир)        | Металлург-Енисей (Красноярск) | Торпедо (Москва)              |

| Запад | Центр | Юг | Урал-Поволжье | Восток |

Более одного раза (по 2) на турнире участвовали 3 команды:
- Металлург (Красноярск) — 2005, 2010
- Торпедо (Владимир) — 2004, 2010
- Черноморец (Новороссийск) — 2007, 2010

В конце 2010 годов сформировалась традиция в подготовительный к возобновлению сезона период проводить в Турции товарищеский турнир, в котором принимают участие ряд команд, участвующих в Первенстве ПФЛ. Турнир, по своему формату имеющий некоторое сходство с проводящимся в феврале Кубком ФНЛ, носит название Кубок ПФЛ, но никакого отношения к проводившемуся в 2003—2010 годы Кубку ПФЛ не имеет, нося сугубо неофициальный характер.